# Idaea trilineata
Idaea trilineata är en fjärilsart som beskrevs av Giovanni Antonio Scopoli 1772. Idaea trilineata ingår i släktet Idaea och familjen mätare. Inga underarter finns listade i Catalogue of Life.